# Ludwig Groß

Ludwig Groß

Ludwig Philipp Groß (* 24. August 1825 in Lachen; † 5. Februar 1894 in Lambsheim) war ein deutscher Arzt, Bürgermeister und Unternehmer in der bayerischen Pfalz. Er saß jahrzehntelang in der Kammer der Abgeordneten und im Reichstag des Deutschen Kaiserreiches.

## Leben
Groß war der Sohn des Arztes Franz Groß (1786–1869) aus Lachen und dessen Gattin Elisabeth geb. Reudelhuber (1799–1887) aus Lambsheim.
Er legte 1845 das Abitur am Gymnasium am Kaiserdom ab. Er studierte zunächst an der Ludwig-Maximilians-Universität München und der Ruprecht-Karls-Universität Heidelberg Medizin. Er wurde Mitglied der Corps Franconia München (1846) und des Corps Guestphalia Heidelberg (1847). Als Inaktiver wechselte er an die Universität Zürich, die Julius-Maximilians-Universität Würzburg, die Karls-Universität und die Universität Wien. 1849 nahm er als Hauptmann einer Studentenlegion am Pfälzischen Aufstand teil; nach der Niederschlagung des Aufstandes musste er ins Ausland flüchten. Dies nutzte er, um sein Studium in Straßburg, Zürich und Prag fortzusetzen. 1851 wurde Groß begnadigt, legte 1852 in Würzburg das medizinische Staatsexamen ab und wurde zum Dr. med. promoviert. Nach einer Unterarzttätigkeit bei der Bayerischen Armee ließ er sich 1852 als praktischer Arzt in Lambsheim nieder. Er besaß dort einen Gutshof und engagierte sich in der Pferdezucht, der Obstzucht und der Obstverwertung. Er gründete die Düngerfabrik Kaiserslautern, die dortige Actien-Brauerei und die Zuckerfabrik Frankenthal. Er war Teilhaber des Eisenerzfeldes in Fèves im Reichsland Elsaß-Lothringen.
Nachdem er 1856 in den Distrikt- und Gemeinderat gewählt worden war, war er von 1870 bis 1894 Bürgermeister von Lambsheim und 1869–1872 Mitglied des Landrates der Pfalz. Er saß 1863–1869 und ab 1872 in der Kammer der Abgeordneten. Ab 1873 war er Mitglied der Generalsynode der Evangelischen Kirche der Pfalz.
Von 1873 bis 1894 für den Reichstagswahlkreis Pfalz (Bayern) 1 Speyer-Frankenthal. Von 1874 bis 1887 war er Mitglied des Deutschen Reichstages, wo er den Wahlkreis Pfalz 1, Speyer, vertrat und zunächst der Deutschen Fortschrittspartei, dann der Gruppe Löwe-Berger und später der Nationalliberalen Partei angehörte.
Der Politiker besaß über seinen Schwiegervater Georg Reudelhuber das Jagdschloss Lambsheim. Er ließ es 1890 in seiner heutigen Form umbauen.

## Siehe auch

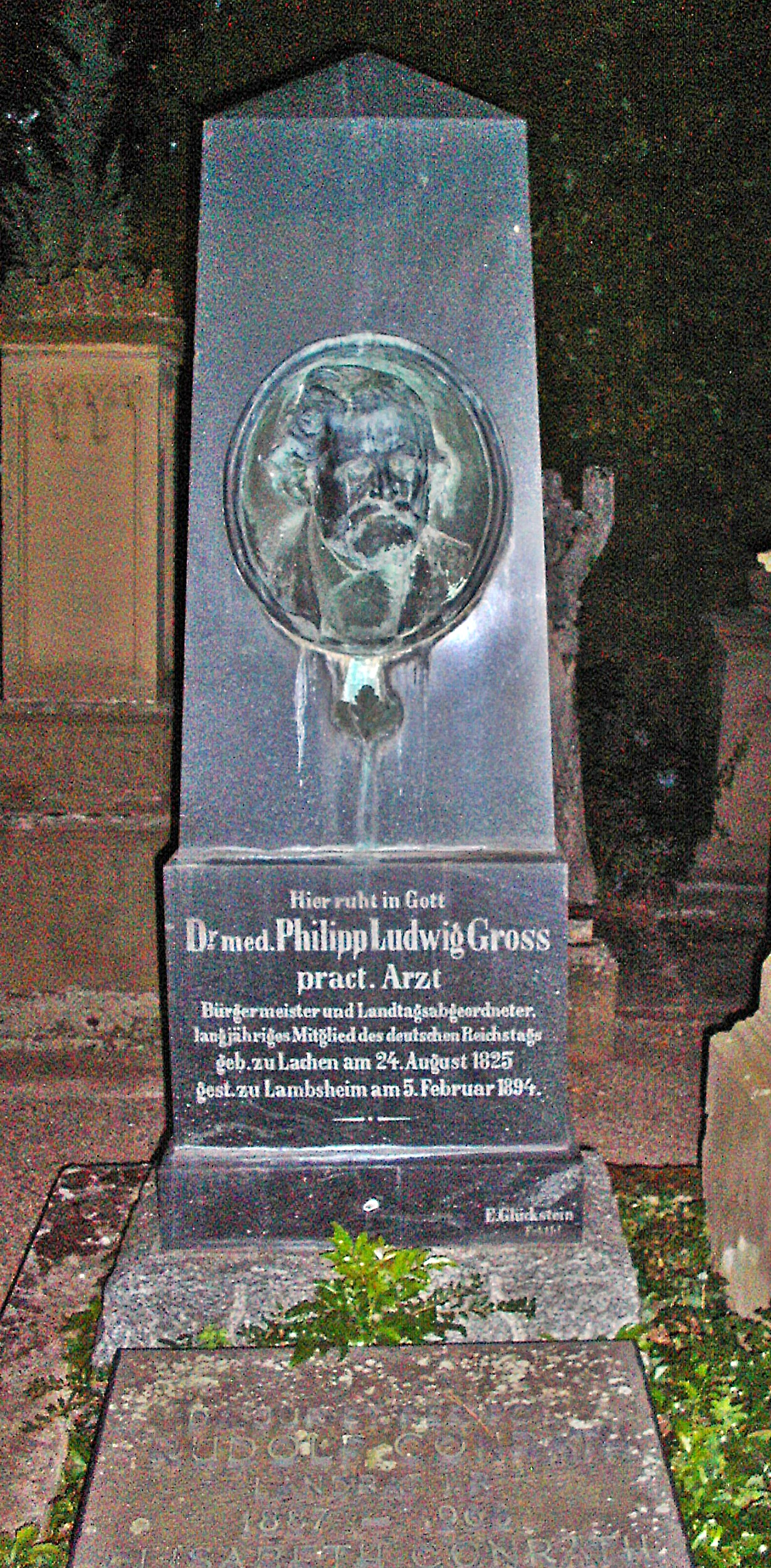
Grab in Lambsheim